# Who shall have this?
Who shall have this? (Engels voor: wie krijgt dit?) is een methode om ongelijke porties eerlijk te verdelen, zonder hulpmiddelen als lootjes of een dobbelsteen te gebruiken.
Het aantal personen is minimaal drie en maximaal ongeveer twintig.
Een van de aanwezigen wijst de porties aan en vraagt steeds "wie krijgt dit?" Iemand anders, die niet mag zien welke portie wordt aangewezen, noemt dan de naam van een van de aanwezigen die niet eerder reeds op dezelfde wijze een portie kreeg toebedeeld. Zo gaat het door tot alle porties verdeeld zijn.
De methode kan worden gebruikt op een kinderfeestje om de stukken taart te verdelen. 
Zijn er slechts twee personen, dan is er geen controle of er eerlijk gespeeld wordt. Een andere methode is dan Kiezen of delen. De een snijdt de taart in tweeën en hij heeft er alle belang bij dat de stukken even groot zijn. De ander mag dan een van de delen kiezen.

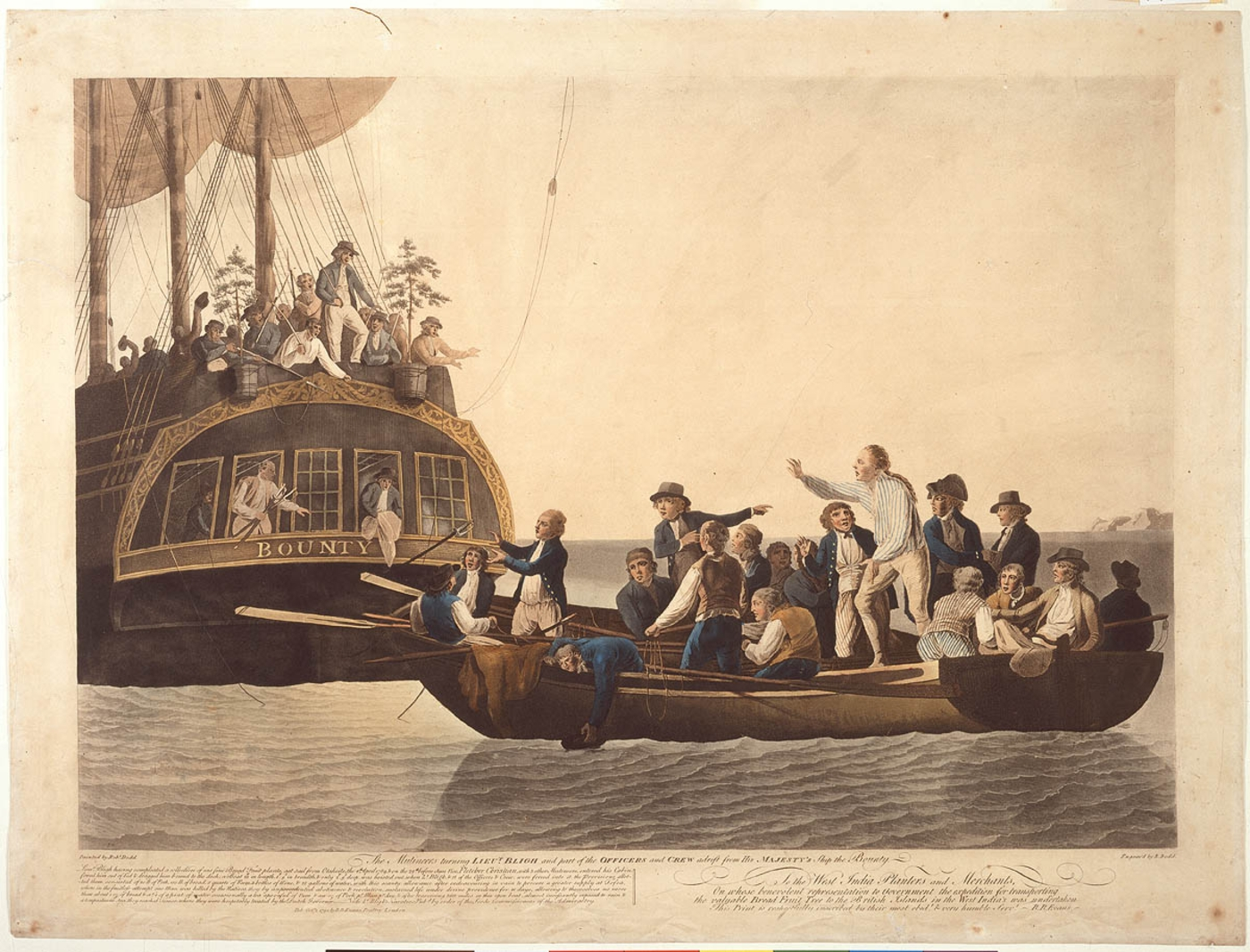
Bligh en zijn mannen varen in een open boot weg.

Een historische toepassing was die waarbij William Bligh, die in 1789 met achttien man in een open boot de afstand van Tofua naar Timor moest afleggen, de sporadisch gevangen vogel of vis op deze wijze verdeelde.
Bligh gebruikt de naam Who shall have this? in zijn logboek, naar de vraag die steeds werd gesteld. Hij schrijft dat het een bekende methode is.